# Піски (Луцький район)
Піски́ — село в Україні, у Берестечківській громаді Луцького району Волинської області. Населення становить 730 осіб.

## Географія
Село розташоване на лівому березі річки Стир.

## Історія
У 1906 році село Берестецької волості Дубенського повіту Волинської губернії. Відстань від повітового міста 55 верст, від волості 0,25. Дворів 60, мешканців 594.
12 червня 2020 року, відповідно до розпорядження Кабінету Міністрів України № 708-р «Про визначення адміністративних центрів та затвердження територій територіальних громад Волинської області», село увійшло у склад Берестечківської міської громади.

## Населення
Згідно з переписом УРСР 1989 року чисельність наявного населення села становила 808 осіб, з яких 363 чоловіки та 445 жінок.
За переписом населення України 2001 року в селі мешкало 730 осіб.

### Мова
Розподіл населення за рідною мовою за даними перепису 2001 року:
| Мова       | Відсоток |
| ---------- | -------- |
| українська | 99,18 %  |
| російська  | 0,27 %   |
| вірменська | 0,14 %   |
| угорська   | 0,14 %   |
| інші       | 0,27 %   |

## Особистості
В селі народилися:
- Закусило Олег Каленикович (нар. 1947) — український математик та педагог.
- Симонович Юрій Семенович (1906—?) — український живописець і педагог.

Похований Вільчинський Микола Григорович (1992—2018) — солдат Збройних сил України, учасник російсько-української війни.